# Pavare pitagoreică

O pavare pitagoreică

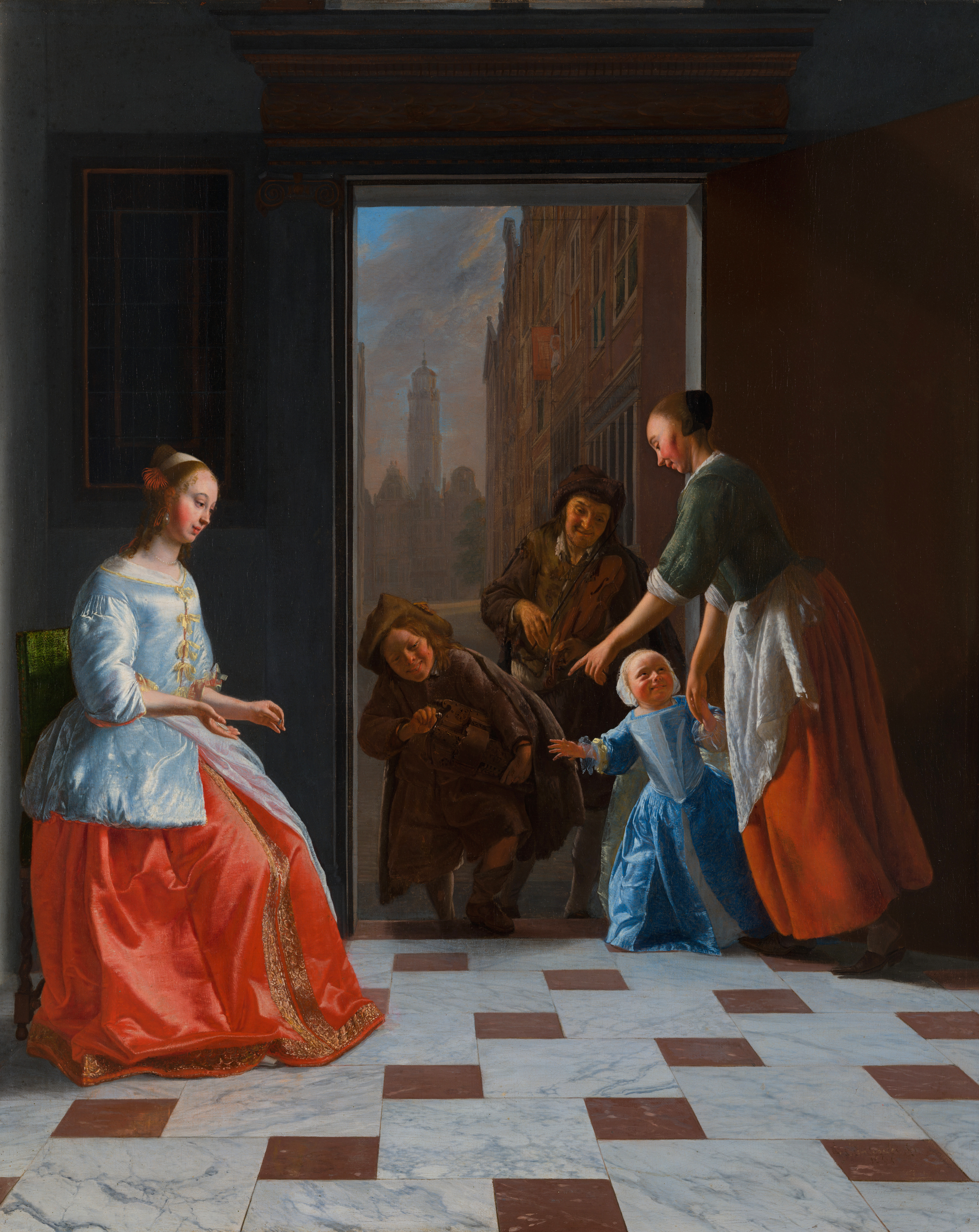
Cântăreți de stradă la ușă, de Jacob Ochtervelt, 1665. După cum a observat de Nelsen, dalele din podea din acest tablou formează o pavare pitagoreică

O pavare pitagoreică sau pavare cu două pătrate este o pavare a unui plan euclidian cu pătrate de două dimensiuni diferite, în care fiecare pătrat atinge patru pătrate de cealaltă dimensiune pe cele patru laturi ale sale. Multe demonstrații ale teoremei lui Pitagora se bazează pe aceasta, ceea ce explică numele său.
Această pavare are o simetrie de rotație cu patru poziții în jurul fiecărui pătrat. Când raportul dintre lungimile laturilor celor două pătrate este un număr irațional, cum ar fi secțiunea de aur, secțiunile sale transversale formează secvențe aperiodice⁠(d) cu o structură recursivă. Au fost studiate și generalizările acestei pavări în spațiul tridimensional.

## Topologie și simetrie
Pavarea pitagoreică este unica pavare cu pătrate de două mărimi, care este atât unilaterală (nu există două pătrate care să aibă o latură comună) cât și echitranzitivă (oricare două pătrate de aceeași dimensiune pot fi aplicate unul pe celălalt printr-o simetrie a pavării).
Din punct de vedere topologic, pavarea pitagoreică are aceeași structură ca și pavarea pătrată trunchiată cu pătrate și octogoane regulate. Pătratele mai mici din pavarea pitagoreică sunt adiacente la patru pătrate mai mari, la fel cu pătratele din pavarea pătrată trunchiată, în timp ce pătratele mai mari din pavarea pitagoreică sunt adiacente la opt dale vecine care alternează între mari și mici, la fel ca și octogoanele din pavarea pătrată trunchiată. Totuși, cele două pavări au seturi diferite de simetrii, deoarece pavarea pătrată trunchiată este simetrică în cazul reflexiilor în oglindă, în timp ce pavarea pitagoreică nu este. Din punct de vedere matematic, acest lucru poate fi explicat spunând că pavarea pătrată trunchiată are o simetrie diedrală în jurul centrului fiecărei dale, în timp ce pavarea pitagoreică are un set mai mic de simetrii, ciclic, în jurul punctelor corespunzătoare, ceea ce îi conferă o simetrie p4. Este un model chiral, ceea ce înseamnă că este imposibil să o suprapunem peste imaginea sa în oglindă folosind doar translații și rotații.
Pavarea pitagoreică respectă o definiție extinsă a pavării uniforme în care fiecare componentă este un poligon regulat și în care fiecare vârf poate fi pus în corespondență cu oricare alt vârf printr-o simetrie a pavării. În mod normal, pentru a fi uniforme, este necesar ca dalele să se întâlnească latură la latură, dar dacă această condiție este relaxată, atunci există alte opt pavări uniforme. Patru sunt formate din benzi infinite de pătrate sau triunghiuri echilaterale, iar trei sunt formate din triunghiuri echilaterale și hexagoane regulate. Ultima rămasă este pavarea pitagoreică.

## Teorema lui Pitagora și divizări

Divizările în cinci piese folosite în demonstrațiile lui Al-Nayrizi și Thābit ibn Qurra (stânga) și a lui Henry Perigal (dreapta)

Această pavare este denumită pavare pitagoreică deoarece a fost folositî ca bază pentru demonstrațiile teoremei lui Pitagora de către matematicienii islamici din secolul al IX-lea Al-Nayrizi și Thābit ibn Qurra, precum și de către matematicianul amator britanic din secolul al XIX-lea Henry Perigal. Dacă laturile celor două pătrate care formează pavarea au lungimile a și b, atunci distanța cea mai apropiată dintre punctele corespunzătoare de pe pătratele congruente este c, unde c este lungimea ipotenuzei unui triunghi dreptunghic având catetele a și b. De exemplu, în ilustrația din stânga, cele două pătrate din pavarea pitagoreică au lungimile laturilor de 5 și 12 unități, iar lungimea laterală a dalelor din placarea pătrată suprapusă este de 13, bazată pe tripletul pitagoreic (5,12,13).
Prin suprapunerea unei grile pătrate cu lungimea laturii c pe pavarea pitagoreică, aceasta poate fi folosită pentru o divizare cu cinci piese din două pătrate inegale ale laturilor a și b într-un singur pătrat cu latura c, arătând că cele două pătrate mai mici au aceeași arie ca și cel mai mare. În mod similar, suprapunerea a două pavarea pitagoreică pitagorice poate fi folosită pentru o divizare cu șase piese a două pătrate inegale în două pătrate inegale diferite.

## Secțiuni aperiodice

O secvență aperiodică generată din pavări cu două pătrate ale căror lungimi ale laturilor sunt în secțiunea de aur

Deși pavarea pitagoreică este ea însăși periodică (are o rețea pătrată de simetrii de translație), o secțiune transversală poate fi folosită pentru a genera o secvență aperiodică unidimensională.
În construcția Klotz pentru secvențe aperiodice („Klotz” este un cuvânt german pentru un bloc), se formează o pavarea pitagoreică cu două pătrate ale căror dimensiuni sunt alese astfel încât raportul dintre lungimile celor două laturi să fie un număr irațional, x. Apoi, se alege o dreptă paralelă cu laturile pătratelor și se formează o succesiune de valori binare din dimensiunile pătratelor traversate de dreaptă: un 0 corespunde unei treceri printr-un pătrat mare și un 1 corespunde unei treceri printr-un pătrat mic. În această secvență, proporția relativă a 0 și 1 va fi în raportul x:1. Această proporție nu poate fi atinsă printr-o succesiune periodică de 0 și 1, deoarece este irațională, deci șirul este aperiodic.
Dacă x este secțiunea de aur, succesiunea de 0 și 1 generată în acest mod are aceeași structură recursivă ca și cuvântul Fibonacci: poate fi împărțită în subșiruri de formă 01 și 0 (adică nu există două consecutive) și dacă aceste două subșiruri sunt înlocuite în mod constant cu șirurile mai scurte 0 și 1, atunci rezultă un alt șir, cu aceeași structură.

## Rezultate înrudite
Conform conjecturii lui Keller⁠(d), orice pavare a planului cu pătrate congruente trebuie să includă două pătrate care se întâlnesc latură la latură. Niciunul dintre pătratele din pavarea pitagoreică nu se întâlnesc latură la latură, dar acest fapt nu încalcă conjectura lui Keller, deoarece dalele au dimensiuni diferite, deci nu sunt toate congruente între ele.
Pavarea pitagoreică poate fi generalizată la o pavare tridimensională a spațiului euclidian prin cuburi de două dimensiuni diferite, care este, de asemenea, unilaterală și echitranzitivă. Attila Bölcskei numește această pavare tridimensională umplerea Rogers. El presupune că în orice dimensiune mai mare de trei, există din nou o modalitate unică unilaterală și echitranzitivă de a împărți spațiul prin hipercuburi de două dimensiuni diferite.
Burns și Rigby au găsit mai multe forme de dale, inclusiv fulgul lui Koch⁠(d), care pot fi folosite pentru a pava planul numai folosind copii ale dalei de două sau mai multe mărimi diferite. O lucrare anterioară a lui Danzer, Grünbaum și Shephard oferă un alt exemplu, un pentagon convex care pavează planul doar dacă se folosesc dale de două mărimi. Deși pavarea pitagoreică are pătrate de două mărimi diferite, pătratul nu are aceeași proprietate ca aceste forme de dale, deoarece este posibil să se paveze planul și cu pătrate de o singură dimensiune.

## Aplicație
O aplicație structurală timpurie a pavărilor pitagoreice apare în lucrările lui Leonardo da Vinci, care a considerat-o printre câteva alte modele potențiale de pardoseli. Această pavare a fost folosită de mult timp decorativ, pentru pardoseli sau alte modele similare, așa cum se poate vedea de exemplu în pictura lui Jacob Ochtervelt Cîntăreți de stradă la ușă (1665). S-a sugerat că Pitagora a fost inspirat pentru teorema sa de vederea unei pavări similare în palatul lui Policrate.